# 世界一キライなあなたに
『世界一キライなあなたに』（せかいいちきらいなあなたに、原題: Me Before You）は、2016年に製作・公開されたアメリカ・イギリス合作映画。障害者の自殺幇助・安楽死を扱った作品。ロマンティック・コメディと銘打たれた本作の結末については、一部の映画評論家などが賞賛する一方で、多くの障害者関連の活動屋（障害者当人ではなく）やレビューアーから非難の声が寄せられた。

## あらすじ
主人公のルーは、イギリスの田舎町に暮らす26歳の女性。働き手のいない家族を抱えながらカフェでウェイトレスをしていた。ところがある日、カフェのオーナーが店を閉じることになり失業する。それでも何とか見つけた介護の仕事は、あらかじめ6ヶ月間と契約期間が定められていた。
ルーが担当することになったのは、元実業家で古城に暮らす大富豪のウィルという青年であった。ウィルは2年前にオートバイにはねられてから車椅子生活を余儀なくされる。事故により重度の脊髄損傷を負って四肢麻痺になっていた。生きる希望を無くしたウィルは周囲に心を閉ざすようになる。ルーに対しても、はじめは冷淡な態度をとっていたウィルであったが、ルーの懸命な努力に少しずつ打ち解けていく。
しかし、以前から決められていた6か月間の期間が終わる頃に、ウィルは安楽死で自殺する決意を固めていた。トレイナー夫妻の口論から、その計画を知ったルーはショックを受ける。ルーは妹の助言を受けて、彼の人生最後の思い出に、あるいは、安楽死を思いとどまらせるために、どちらになっても良いよう様々な楽しい計画を立て、ウィルを城の外へ連れ出して行く。一方、ルーの恋人のパトリックの理解は得られず、疎遠となる。
5ヶ月が過ぎた頃、ウィルとルー、主治医のネイサンは温暖なリゾートでバカンスを過ごす。ルーとウィルは口づけを交わして愛情を確認し合い、ルーはウィルに死を思いとどまるよう説得するが、彼の意思が変わることは無かった。最終的にウィルは自分の意志を貫き、スイスの自殺幇助機関「ディグニタス」へ向かう。ルーも葛藤の末、スイスへ駆けつけウィルを看取る。
しばらく後、ウィルの遺言通り、ルーはパリの街にいた。ウィルがルーに遺したのは、少しばかりの財産と、愛し愛されたという記憶であった。

## 配役
※括弧内は日本語吹替
- ルイーザ（ルー）・クラーク - エミリア・クラーク（清水理沙）
- ウィル・トレイナー - サム・クラフリン（綱島郷太郎）
- カミーラ・トレイナー - ジャネット・マクティア（塩田朋子）
- スティーブン・トレイナー - チャールズ・ダンス（金尾哲夫）
- バーナード・クラーク - ブレンダン・コイル（英語版）
- ネイサン - スティーブン・ピーコック（英語版）（山口太郎）
- パトリック - マシュー・ルイス
- カトリーナ（トリーナ）・クラーク - ジェナ・コールマン
- ジョージー・クラーク - サマンサ・スパイロ（英語版）
- アリシア - ヴァネッサ・カービー

## スタッフ
- 監督：テア・シャーロック（英語版）
- 製作：カレン・ローゼンフェルト、アリソン・オーウェン（英語版）
- 製作総指揮：スー・ベイドン＝パウエル
- 原作：ジョジョ・モイーズ（英語版）『ミー・ビフォア・ユー きみと選んだ明日（英語版）』
- 脚本：ジョジョ・モイーズ
- 撮影：レミ・アデファラシン
- プロダクションデザイン：アンドリュー・マッカルパイン（ドイツ語版）
- 衣装デザイン：ジル・テイラー
- 編集：ジョン・ウィルソン
- 音楽：クレイグ・アームストロング

## 原作訳書
- ジョジョ・モイーズ 著、最所 篤子 訳『ミー・ビフォア・ユー きみと選んだ明日』集英社、2015年2月20日。ISBN 9784087607000。